# Popowia arfakensis
Popowia arfakensis là một loài thực vật thuộc họ Annonaceae. Đây là loài đặc hữu đảo New Guinea.
Loài này được Rudolph Herman Christiaan Carel Scheffer công bố mô tả khoa học đầu tiên năm 1885 dưới danh pháp Popowia parvifolia. Tuy nhiên, danh pháp Popowia parvifolia đã được Wilhelm Sulpiz Kurz công bố vào năm 1875 để chỉ loài đặc hữu quần đảo Nicobar. Vì thế, danh pháp  Popowia parvifolia Scheff., 1885 là đồng âm muộn của Popowia parvifolia Kurz, 1875; và năm 2016 K. Karthigeyan & J. Jayanthi đã định lại tên cho loài ở New Guinea là Popowia arfakensis.

## Từ nguyên
Tên gọi arfakensis lấy theo dãy núi Arfak trên đảo New Guinea, thuộc tỉnh Tây Papua ở Indonesia.